# شورية شعرية
شورية شعرية (الاسم العلمي:Shorea pilosa) هي نوع غير مؤكد من النباتات تتبع جنس الشورية من فصيلة مجنحية الثمر.